# Le Cinéma des larmes
Pour plus de détails, voir Fiche technique et Distribution.
Le Cinéma des larmes (O Cinema de Lágrimas) est un film brésilien de Nelson Pereira dos Santos sorti en 1995.

## Synopsis
En fin de carrière, Rodrigo, un réalisateur brésilien de 65 ans reconnu, projette de résoudre enfin le mystère qui le hante depuis son enfance. Lorsqu'il avait quatre ans, sa mère s'était suicidée après avoir vu un film. Rodrigo va se mettre en quête du dernier film qu'a vu sa mère, qui lui expliquera peut-être son geste.
Il engage un étudiant, Yves, pour l'aider dans ses recherches, et tous deux partent à Mexico, pour visionner à la cinémathèque de l'Université nationale autonome du Mexique, les mélodrames des années 1930 et 1940 tournés en Amérique latine, dont Armiño Negro de Carlos Hugo Christensen (1953).

## Fiche technique
- Titre original : O Cinema de lágrimas
- Scénario : Nelson Pereira dos Santos et Silvia Oroz
- Réalisation : Nelson Pereira dos Santos
- Image : Walter Carvalho
- Montage : Luelane Corrêa
- Musique : Paulo Jobim
- Durée : 95 minutes

## Distribution
- Cosme Alves Neto : directeur du cinéclub
- André Barros : Yves
- Raul Cortez : Rodrigo
- Jorge Luís Hidalgo : projectionniste (voix)
- Silvia Oroz : professeur
- Christiane Torloni : la mère de Rodrigo